# Chinameca (Morelos)
Chinameca población en el sur del municipio de Ayala, cerca de Cuautla de Morelos, México.

## Población y economía
Tiene una población de 2,000 habitantes y la mayoría se dedica principalmente a la agricultura destacando el cultivo de caña de azúcar, maíz y frijol. También producen ganado bovino y caprino. Chinameca es el mayor productor de peces de ornato a nivel estatal.

## Salud
La población es mayoritariamente adulta, lo que conlleva a padecimientos crónicos como hipertensión arterial, diabetes mellitus 1 y 2, y artritis. Adicionalmente también se presentan enfermedades infecciosas en vías respiratorias y urinarias, y gastroenteritis.
La comunidad cuenta con atención médica con una clínica por parte de la Secretaría de Salubridad y Asistencia, y una Unidad de Medicina Familiar por parte del Instituto Mexicano del Seguro Social. Ambas instituciones ofrecen servicios de Medicina Familiar, Medicina Preventiva y Urgencias.

## Asesinato de Emiliano Zapata
En la hacienda de Chinameca fue asesinado el general Emiliano Zapata en manos del coronel carrancista Jesús Guajardo, el 10 de abril de 1919, cerca de las 2:00 de la tarde. Actualmente, la hacienda es un museo donde se preserva el legado histórico del Caudillo del Sur.